# Собор Успения Пресвятой Девы Марии (Банжул)

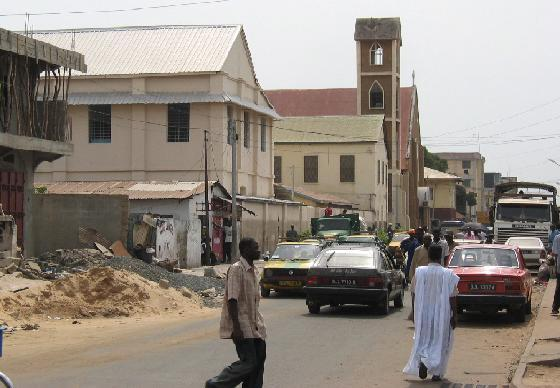
Собор Успения Пресвятой Девы Марии (Банжул, Гамбия).

Собор Успения Пресвятой Девы Марии (англ. Cathedral of Our Lady of the Assumption) — католическая церковь в городе Банжул (Гамбия); кафедральный собор епархии Банжула.

## История
Церковь Успения Пресвятой Девы Марии в Банжуле была построена в 1913—1916 годах. Первоначально храм был приходской церковью. В 1957 году, когда в Гамбии была образована католическая епархия Банжула, церковь Успения Пресвятой Девы Марии в Банжуле стала кафедральным собором епархии.
22 февраля 1992 года собор Успения Пресвятой Девы Марии посетил папа Иоанн Павел II.